# Азербайджанцы в Грузии
Азербайджанцы в Грузии (азерб. Gürcüstan azərbaycanlıları, груз. აზერბაიჯანელები საქართველოში) — часть азербайджанского этноса и этническое меньшинство в Грузии. Составляют 6,5 % населения Грузии и являются на сегодняшний момент второй по численности этнической группой в Грузии. Населяют южные, юго-восточные и центральные районы страны: Марнеули, Болниси, Дманиси, Гардабани (в этих четырёх районах они составляют абсолютное или относительное большинство), Сагареджо, Каспи, Мцхета, Цалка, Лагодехи, Карели, Тетри-Цкаро, Гори и Телави. По данным на 2002 год, в Грузии проживает 284 761 этнический азербайджанец.
Несмотря на определённую напряжённость в 1980-х годах, трения между грузинским и азербайджанским населением никогда не перерастали в вооружённый конфликт. После объявления Грузией независимости в 1991 году, перед многими азербайджанцами встала проблема социальной интеграции. В отличие от городского населения (например азербайджанцев в Рустави и Тбилиси), большая часть деревенского населения не говорит на официальном грузинском языке, что усложняет участие азербайджанцев во многих социальных сферах. В 1995—1999 годах на территории Гардабани транслировали канал на азербайджанском языке (Ellada TV).
Азербайджанцы также представлены в 235-местном парламенте Грузии.

## История

### Появление азербайджанского населения
История появления в Грузии азербайджанского населения относится, преимущественно, к концу XV—XVII веков. В период персидского наступления на Грузию азербайджанцы в 1480-х годах поселяются на южных окраинах страны, по рекам Акстафа, Дебед и другим (казахская, памбакская и шурагельская группы).
В начале XVII века при Аббасе I в Дебедскую долину пришло тюркское племя борчалу, которое дало региону Борчалы своё название. В 1604 году здесь был образован Борчалинский хаканат (султанство), просуществовавший до XVIII века. Об истории Кахетии того периода в Энциклопедическом словаре Брокгауза и Ефрона сказано: «В начале XVII века (1615—1616 г.) шах Аббас I с несметными полчищами два раза проникал в Грузию, опустошил её, ограбил церкви и забрал значительную часть жителей Кахетии, вместо которых переселил в Грузию до 15 тыс. дворов адербейджанских татар».
В начале XVIII — первой половине XIX веков азербайджанские поселения возникли в Дманисском районе. Предки проживающих здесь азербайджанцев пришли из ближайших пограничных районов Азербайджана, в основном, с территории распространения казахского диалекта азербайджанского языка.
После присоединения Грузии к Российской империи в 1801 году на территориях, населённых татарами (азербайджанцами) (Елисуйское султанство, владения Шамшадильское, Казахское, Борчалинское и другие) были образованы так называемые татарские дистанции: Борчалинская дистанция, Казахская дистанция, Шамшадильская дистанция, Бамбако-Шурагельская (Памбако-Шорагяльская) дистанция, а также Елисаветпольский округ.

### XIX—XX века
До 1870-х гг. в Тифлисе на азербайджанском языке выходила газета «Татарские ведомости». В 1879 году при Горийской учительской семинарии было основано «татарское отделение», выпускавшие первых учителей-азербайджанцев.
По данным Энциклопедический словарь Брокгауза и Ефрона, издававшегося в конце XIX — начале XX веков, азербайджанцы составляли 8,5% населения Тифлисской губернии. Согласно переписи 1897 года, в губернии проживало 107 383 татарина (азербайджанца), причём они составляли 1,7% населения Тифлиса и 9,7% — Тифлисского уезда.
Во время правления И. В. Сталина в СССР был проведён ряд депортаций по этническому принципу. Весной 1944 года принудительные переселения были проведены в Грузии. В конце марта 608 курдских и азербайджанских семей численностью 3240 человек — жители Тбилиси, «самовольно оставивших работу в сельском хозяйстве и прибывших на проживание в Тбилиси», были переселены внутри Грузинской ССР, в Цалкинский, Борчалинский и Караязский районы. В городе была оставлена только 31 семья военнослужащих, инвалидов войны, педагогов и учащихся вузов. В соответствии с постановлением ГКО № 6279сс от 31 июля того же года из пограничных районов Грузинской ССР были выселены турки-месхетинцы, курды, хемшилы и другие, причём «другие» состояли, в основном, из азербайджанцев. В марте 1949 года численность азербайджанских спецпоселенцев, выселенных из республики, составляла 24 304 человека, которые в течение 1954—1956 гг. фактически были сняты с учёта спецпоселений. Указом Президиума Верховного Совета СССР от 31 октября 1957 года азербайджанцы, выселенные в 1944 году из Аджарской АССР, а также Ахалцихского, Ахалкалакского, Адигенского, Аспиндзского и Богдановского районов Грузинской ССР, снимались с учёта спецпоселений. В указе в частности говорилось:

Принимая во внимание, что районы Грузинской ССР, откуда производилось переселение граждан азербайджанской национальности, в настоящее время заселены, а возможности к размещению их в других районах республики, по заявлению правительства Грузинской ССР, отсутствуют, предоставить право этим гражданам по их желанию переселиться на постоянное жительство в Азербайджанскую ССР.

Несмотря на это, азербайджанцы оставались крупнейшим тюркоязычным и мусульманским меньшинством Грузинской ССР, а также продолжали занимать многие высокие посты в местных органах власти по всей Квемо-Картли.

### Независимая Грузия
После восстановления Грузией независимости и прихода к власти лидеров грузинского национального движения во главе с Звиадом Гамсахурдия, положение этнических меньшинств, в том числе азербайджанцев, существенно ухудшилось. В советское время на азербайджанцев приходилось 50% населения Дманиси и Болниси. При Гамсахурдия почти все они были насильственно выселены из своих домов, в том числе около 800 семей из Болниси. В конце 1980-х годов большинство азербайджанцев, занимающие высокие позиции в местных структурах управления в крае Квемо-Картли, были уволены со своих постов. В 1989 году произошли грузино-азербайджанские столкновения, связанные с требованиями азербайджанцев Марнеульского, Болнисского и Дманисского районов о создании Борчалинской автономии со столицей в Рустави, которые столкнулись с сопротивлением большинства этнических грузин. В начале 1990-х годов многих азербайджанцы эмигрировали из страха перед националистической политикой Звиада Гамсахурдия, причём в то же время были сменены названия 32 сёл, рек и гор с азербайджанского на грузинский язык. Процесс переименования начался с Болнисского района. Переименовывали так: Гочулу — Хидисгари, Джафарли — Самтредо, Мыгырлы — Ванати, Имирхасан — Сванети, Шахбузлу — Мухиани, Ашагы Гошакилсе — Квемо Беавиани, Муганлы — Тсуртави, Колакир — Монастыр, Дашлы-гуллар — Егути, Хасанходжалы — Кахлиани, Эсмеляр — Табути. и др. В течение 6 месяцев переименовали 35 названий сел, 100% жителей которых были азербайджанцы.

## Численность и расселение

### Расселение
В Грузии азербайджанцы традиционно проживают в южных и юго-восточных регионах края Квемо Картли, составляя здесь компактную массу. В основном они населяют четыре муниципалитета: Марнеульский, Дманисский, Болнисский и Гардабанский. По переписи 2014 года они составляли 41,75% населения Квемо-Картли
Кроме того, на территории Грузии разбросано несколько азербайджанских анклавов, которые находятся в окружении иноязычного населения. Часть из них представлена в муниципалитетах Квемо-Картли: два в Тетрицкарском — селения Косалари и Шихило; и четыре в Цалкском — селения Арджеван-Сарвани, Гедаклари, Теджиси и Чолмани.
В Мцхетском муниципалитете края Мцхета-Мтианети расположено одно азербайджанское селение Мсхалдиди.
Два анклава находятся в крае Кахетия — группа из 8 селений (Дузаграма, Муганло, Казлари, Кешало, Ламбало, Палдо, Тулари и Цицматиани) в Сагареджойском муниципалитете и селение Караджала возле города Телави.
Ещё несколько азербайджанских анклавов расположены в крае Шида-Картли, к востоку от города Каспи: Хидискури (99%), Чангилари (98%), Ферма (87%), Сакадагиано (62%).
Вместе с тем на территории вышеупомянутых муниципалитетов также имеются селения, где азербайджанцы составляют большую часть населения: Цихисдзири и Цодорети — в Мхцетском, Намтвриани — в Тетрицкарском, а также Тарсони — в Цалкском муниципалитетах.

### Численность
По переписи населения 2014 года из 233 024 азербайджанцев в Грузии в крае Квемо-Картли проживали 177 032 чел. (41,75 % населения края), в Кахетии — 32 354 чел. (10,16 %), в Тбилиси — 15 187 чел., в Шида-Картли — 5 501 чел. В следующих муниципалитетах составляют абсолютное большинство населения азербайджанцы: в Марнеульском (83,8 %), Дманисском (65,5 %), Болнисском муниципалитетах (63,4 %), а также относительное равенство — в Гардабанском муниципалитете (43,5 %), крупное меньшинство — в Тетрицкаройском муниципалитете (7,3 %), Цалкском муниципалитете (7,0 %). Помимо этого, азербайджанцы компактно проживают в крае Кахетия, составляя крупное меньшинство в Сагареджойском (33,2 %), Лагодехском (23,0 %) и Телавском муниципалитетах (8,6 %). В крае Шида-Картли азербайджанцы компактно проживают в Каспском муниципалитете (8,8 %)
По переписи населения 2002 года абсолютное большинство населения азербайджанцы составляли в следующих районах: Марнеульском (83,1 %), Дманисском (66,8 %), Болнисском муниципалитетах (66,0 %), а также относительное равенство — в Гардабанском муниципалитете (43,7 %). Помимо этого, азербайджанцы компактно проживают в крае Кахетия, составляя крупное меньшинство в Сагареджойском (31,9 %), Лагодехском (22,3 %) и Телавском муниципалитетах (11,9 %). 
В 1989 году в Тбилиси проживали 17 986 азербайджанцев, составляя 1,4% города.
Национальный состав Караязского (Гардабахского) района по переписи 1939 г.
| Национальность / район (населенный пункт) | Численность | Численность   | Численность |
| Национальность / район (населенный пункт) | весь район  | рц с. Караязы | прочие села |
| Всего                                     | 17.770      | 1.846         | 15.924      |
| Азербайджанцы                             | 12.121      | 1.398         | 10.723      |
| Русские                                   | 2.741       | 218           | 2.523       |
| Немцы                                     | 881         | 4             | 877         |
| Грузины                                   | 633         | 71            | 562         |
| Армяне                                    | 410         | 52            | 358         |
| Украинцы                                  | 373         | 16            | 357         |
| Ассирийцы                                 | 299         | 4             | 295         |
| Иранцы                                    | 66          | 36            | 30          |
| Евреи                                     | 52          | 27            | 25          |
| Мордовцы                                  | 30          | 2             | 28          |
| Осетины                                   | 28          | 2             | 26          |
| Греки                                     | 15          | 3             | 12          |
| Башкиры                                   | 14          | 0             | 14          |
| Поляки                                    | 14          | 2             | 12          |
| Болгары                                   | 12          | 0             | 12          |
| Казахи                                    | 11          | 0             | 11          |
| Коми                                      | 10          | 0             | 10          |
| Татары                                    | 8           | 0             | 8           |
| Белорусы                                  | 7           | 1             | 6           |
| Авары                                     | 5           | 0             | 5           |
| Абазины                                   | 5           | 5             | 0           |
| Лезгины                                   | 5           | 0             | 5           |
| Чеченцы                                   | 4           | 0             | 4           |
| Адыгейцы                                  | 2           | 0             | 2           |
| Кабардинцы                                | 1           | 0             | 1           |
| Молдаване                                 | 1           | 0             | 1           |
| Абхазы                                    | 1           | 0             | 1           |
| Цыганы                                    | 1           | 0             | 1           |
| Корейцы                                   | 1           | 0             | 1           |
| Литовцы                                   | 1           | 1             | 0           |
| Сербы                                     | 1           | 0             | 1           |
| Чехи                                      | 1           | 0             | 1           |
| Эстонцы                                   | 1           | 0             | 1           |
| Национальность не указана                 | 15          | 4             | 11          |

Национальный состав Борчалинского (Марнеульского) района по переписи 1939 г. 
| Национальность / район (населенный пункт) | Численность | Численность | Численность   | Численность |
| Национальность / район (населенный пункт) | весь район  | пгт Шаумяни | рц с. Борчало | прочие села |
| Всего                                     | 48.970      | 6.804       | 4.233         | 37.933      |
| Азербайджанцы                             | 28.665      | 76          | 3.459         | 25.130      |
| Армяне                                    | 13.116      | 6.427       | 256           | 6.433       |
| Русские                                   | 2.897       | 160         | 326           | 2.411       |
| Греки                                     | 1.802       | 39          | 17            | 1.746       |
| Грузины                                   | 1.550       | 58          | 26            | 1.466       |
| Украинцы                                  | 287         | 6           | 19            | 262         |
| Немцы                                     | 188         | 0           | 20            | 168         |
| Ассирийцы                                 | 63          | 4           | 33            | 26          |
| Мордовцы                                  | 59          | 0           | 30            | 29          |
| Курды                                     | 50          | 0           | 1             | 49          |
| Осетины                                   | 32          | 2           | 1             | 29          |
| Лезгины                                   | 31          | 0           | 0             | 31          |
| Татары                                    | 27          | 3           | 2             | 22          |
| Казахи                                    | 26          | 0           | 11            | 15          |
| Узбеки                                    | 21          | 0           | 0             | 21          |
| Евреи                                     | 20          | 20          | 0             | 0           |
| Поляки                                    | 14          | 4           | 2             | 8           |
| Авары                                     | 12          | 0           | 7             | 5           |
| Турки                                     | 8           | 0           | 0             | 8           |
| Ингуши                                    | 8           | 0           | 0             | 8           |
| Абхазы                                    | 8           | 0           | 1             | 7           |
| Лаки                                      | 6           | 0           | 4             | 2           |
| Карачаевцы                                | 6           | 0           | 0             | 6           |
| Абазины                                   | 5           | 0           | 0             | 5           |
| Иранцы                                    | 4           | 4           | 0             | 0           |
| Адыгейцы                                  | 4           | 0           | 0             | 4           |
| Китайцы                                   | 3           | 0           | 3             | 0           |
| Башкиры                                   | 3           | 0           | 0             | 3           |
| Белорусы                                  | 3           | 0           | 0             | 3           |
| Кабардинцы                                | 3           | 0           | 0             | 3           |
| Чуваши                                    | 2           | 0           | 0             | 2           |
| Румыны                                    | 2           | 0           | 0             | 2           |
| Балкарцы                                  | 2           | 0           | 0             | 2           |
| Ногайцы                                   | 2           | 0           | 2             | 0           |
| Цыганы                                    | 1           | 0           | 0             | 1           |
| Карелы                                    | 1           | 0           | 0             | 1           |
| Болгары                                   | 1           | 0           | 0             | 1           |
| Латыши                                    | 1           | 0           | 1             | 0           |
| Прочие национальности                     | 2           | 0           | 1             | 1           |
| Национальность не указана                 | 35          | 1           | 11            | 23          |

Национальный состав Башкичетского (Дманисского) района по переписи 1939 г.
| Национальность / район (населенный пункт) | Численность | Численность     | Численность |
| Национальность / район (населенный пункт) | весь район  | рц с. Башкичети | прочие села |
| Всего                                     | 33.975      | 1.871           | 32.104      |
| Азербайджанцы                             | 16.945      | 472             | 16.473      |
| Грузины                                   | 6.536       | 120             | 6.416       |
| Греки                                     | 5.320       | 104             | 5.216       |
| Армяне                                    | 2.719       | 141             | 2.578       |
| Русские                                   | 1.663       | 935             | 728         |
| Немцы                                     | 482         | 29              | 453         |
| Украинцы                                  | 138         | 25              | 113         |
| Осетины                                   | 34          | 5               | 29          |
| Курды                                     | 27          | 0               | 27          |
| Чуваши                                    | 24          | 0               | 24          |
| Лезгины                                   | 25          | 7               | 18          |
| Удмурты                                   | 15          | 15              | 0           |
| Поляки                                    | 7           | 1               | 6           |
| Лаки                                      | 6           | 1               | 5           |
| Абхазы                                    | 4           | 3               | 1           |
| Ассирийцы                                 | 4           | 4               | 0           |
| Евреи                                     | 4           | 2               | 2           |
| Татары                                    | 3           | 1               | 2           |
| Болгары                                   | 2           | 1               | 1           |
| Белорусы                                  | 2           | 0               | 2           |
| Молдаване                                 | 1           | 1               | 0           |
| Адыгейцы                                  | 1           | 0               | 1           |
| Англичане                                 | 1           | 1               | 0           |
| Иранцы                                    | 1           | 1               | 0           |
| Латыши                                    | 1           | 0               | 1           |
| Национальность не указана                 | 10          | 2               | 8           |

Расселение по регионам (по переписи 2002 года)
| Регион                             | Численность | Процент |
| Тбилиси                            | 10 942      | 1.0     |
| Квемо Картли                       | 224 606     | 45.1    |
| • Марнеульский муниципалитет       | 98 245      | 83.1    |
| • Гардабанский муниципалитет       | 49 993      | 43.7    |
| • Болнисский муниципалитет         | 49 206      | 66.0    |
| • Дманисский муниципалитет         | 18 714      | 66.8    |
| • Рустави                          | 4993        | 4.3     |
| • Цалкский муниципалитет           | 1992        | 9.5     |
| • Тетрицкаройский муниципалитет    | 1641        | 6.5     |
| Кахетия                            | 40 036      | 9.8     |
| • Сагареджойский муниципалитет     | 18 907      | 31.9    |
| • Лагодехский муниципалитет        | 11 392      | 22.3    |
| • Телавский муниципалитет          | 8378        | 11.9    |
| • Дедоплисцкаройский муниципалитет | 1019        | 3.3     |
| Шида-Картли                        | 5768        | 1.8     |
| • Каспский муниципалитет           | 3962        | 7.6     |
| • Карельский муниципалитет         | 1183        | 2.3     |
| Мцхета-Мтианети                    | 2248        | 1.8     |
| • Мцхетский муниципалитет          | 2236        | 3.4     |

Динамика численности азербайджанского населения в Грузии
| 1926    | 1939    | 1959    | 1970    | 1979    | 1989    | 2002    | 2014    |
| ------- | ------- | ------- | ------- | ------- | ------- | ------- | ------- |
| 137 921 | 188 058 | 153 600 | 217 758 | 255 678 | 307 556 | 284 761 | 233 024 |

## Социально-общественная жизнь
На азербайджанском языке в Грузии выходят газета «Гюрджюстан» (азерб. Gürcüstan — «Грузия») и «Гейрат» (азерб. Qeyrət — «Честь»). В Марнеули действует Культурный центр азербайджанцев им. Наримана Нариманова, который выпускает на азербайджанском языке историко-литературный журнал «Гарапапаглар», общественный журнал «Мейдан» и информационную газету «Регион пресс». В центре также был создан азербайджанский фольклорно-танцевальный ансамбль «Сарван». В марте 2008 года был учреждён Конгресс азербайджанцев Грузии (КАГ). В 2009 года была создана Ассоциация Азербайджанских Студентов Грузии
В Тбилиси функционирует Тбилисский государственный азербайджанский драматический театр.
В 2010 году президент Грузии Михаил Саакашвили объявил справляемый некоторыми народами, в том числе азербайджанцами, праздник Новруз общенациональным праздником Грузии. Выступая перед собравшимися в населённом в основном азербайджанцами Марнеули, президент заявил: «Поздравляю с этим большим праздником и хочу, чтобы вы знали, что вместе с вами празднует вся Грузия, так как вы наша кровь и плоть, вы важнейшая часть нас, и мы вас очень любим». В мае того же года был учреждён Союз азербайджанской молодёжи Грузии.
Среди грузинских азербайджанцев представлены как шиизм, так и суннизм. Мусульманская пресса азербайджанского населения представлена журналами, выходящими на азербайджанском языке, такими как «Əhli-Beyt» и «Iman» для мусульман-шиитов, а также «Uğur» для мусульман-суннитов. В 2001 году в Марнеули был открыт культурный центр «Ахл ал-бейт», целью которого было распространение знания об исламе среди азербайджанцев граждан Грузии, развитие религиозного сознания верующих и сохранение национальных традиции.
Азербайджанцы разговаривают на борчалинском диалекте азербайджанского языка, который входит в западную группу диалектов азербайджанского языка.

## Права и социальное положение
В 2005 году на встрече с омбудсменом представители азербайджанской общины заявили о нарушениях прав граждан, в частности о применении полицией огнестрельного оружия против населения, унижении человеческого достоинства на таможенных пунктах, игнорировании обращений азербайджанцев государственными органами. Общество «Tolerance» в альтернативном докладе о выполнении Грузией Рамочной конвенции о защите национальных меньшинств сообщает о резком сокращении числа азербайджанских школ и назначении в ряд азербайджанских школ директоров, не владеющих азербайджанским языком. В докладе Европейского центра по делам меньшинств от 2009 года говорится:

В период пребывания Шеварднадзе на посту президента (1995—2003 гг.) все районные гамгебели в Квемо Картли были грузинами (в отличие от Джавахети, где эти посты занимали армяне), также практически все другие высокие посты на уровне района занимали грузины. Местные азербайджанские лидеры получали менее важные посты, но что более важно, им разрешалось заниматься коррупцией взамен на лояльность влиятельному губернатору Квемо Картли Левану Мамаладзе. В результате у местного азербайджанского населения было мало механизмов для того, чтобы выразить своё недовольство, самое значительное из которых была коррупция в процессе распределения земли, который последовал за распадом коммунистических коллективных хозяйств (колхозов и совхозов). Большая часть земли, которая раньше принадлежала колхозам и совхозам, была отдана внаём не по прозрачному механизму. Очень часто большая часть земли бралась внаём «местными уважаемыми людьми», обычно бывшими директорами совхозов или колхозов, или лицами, имеющими близкие связи с членами местной администрации. Большинство — хоть и не все — этих лиц были грузинами. Это стало ещё одним фактором, заставившим местных азербайджанцев почувствовать, что они граждане второго сорта, которые не принадлежали к грузинскому государству.

### Проблемы в сфере образования
Первая в Грузии школа европейского типа с азербайджанским языком обучения открылась в Тифлисе в 1847 году, а в 1877 году — школа Кызыладжло. До установления Советской власти в 1921 году и введения обязательного всеобщего образования в Грузии имелось 24 школы.
Из-за того, что в советские времена азербайджанцы не видели особого стимула изучать грузинский язык как обязательный в виду того, что на первый план выходил русский, после распада СССР и принятия грузинского как единственного государственного языка многие из них оказались в затруднительном положении во многих социальных сферах. Подобная изоляция усугубляется тем, что многие сельские азербайджанцы предпочитают читать газеты, издаваемые на азербайджанском языке, и устанавливать спутниковые тарелки, чтобы иметь возможность смотреть каналы соседнего Азербайджана, или создавать собственные общественные телеканалы. Из-за тяжелого положения в стране в 90-е многие азербайджанские школы в Грузии имели острую нехватку учебников и книг, а сами находились в аварийном состоянии.
Образовательная политика правительства Саакашвили была направлена на обеспечение студентов в регионах с преимущественно армянским и азербайджанским населением улучшенными учебными материалами и учителями, готовыми обучать грузинский язык для тех, для кого грузинский язык не является родным. Однако по состоянию на 2013 год программа оказалась отнюдь не самой эффективной. Стандарты экзаменов по общим способностям, считавшиеся обязательными и необязательными, были изменены с целью охвата негрузинского населения (например, экзамен по грузинской литературе стал факультативным), а также была введена программа финансирования студентов из числа меньшинств, желающих учиться в США. Вместе с тем был принят и введен в действие в силу Закон о государственной службе, предусматривавший выполнение всей работы только на государственном языке, тем самым не давая национальным меньшинствам поступать на государственную службу, если те недостаточно хорошо владеют им.